# Carlos Fonseca
Carlos Alberto Fonseca Amador (1936-1976) fue un profesor, político, escritor y revolucionario nicaragüense  fundador del Frente Sandinista de Liberación Nacional (FSLN) junto, entre otros, a Tomás Borge Martínez, Silvio Mayorga, Germán Pomares Ordóñez, Rigoberto Cruz (Pablo Úbeda), Jorge Navarro y Francisco Buitrago.
Tres años después de su muerte en combate contra la dictadura de Anastasio Somoza Debayle, heredero de Anastasio Somoza García, una gran parte de la población nicaragüense apoyó a los pocos guerrilleros sandinistas y entraron  triunfantes en Managua poniendo fin al periodo dictatorial de la familia Somoza. Ha recibido póstumamente los títulos de Héroe Nacional de Nicaragua y Comandante en Jefe de la Revolución Popular Sandinista.

## Biografía

### Infancia y adolescencia
Carlos Fonseca Amador nació en el barrio El Laborío de la ciudad de Matagalpa el 23 de junio de 1936 y fue hijo de Agustina Fonseca Úbeda, de  San Rafael del Norte, campesina y cocinera y de Fausto Amador Alemán administrador de la mina La Reina, en San Ramón, Matagalpa, fundada por inversionistas estadounidenses en 1938.
Realizó sus estudios primarios en la Escuela Superior de Varones de Matagalpa donde entró con 6 años de edad. Con 9 años comienza a vender caramelos de nancite que su madre elaboraba y más adelante vende periódicos por las calles de la ciudad para contribuir a la economía familiar. Destacó desde sus primeros tiempos por su capacidad para el trabajo y su responsabilidad, era sumamente estudioso. Fue el mejor alumno del Instituto Nacional del Norte durante los seis años de estudios secundarios. 

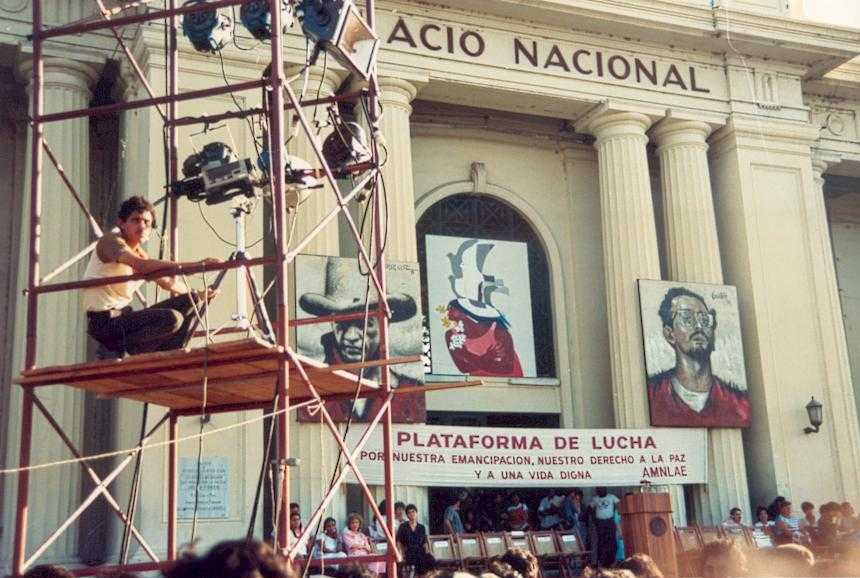
Cartel con la imagen de Carlos Fonseca en un acto público.

En 1950, comienza los estudios secundarios en el Instituto Nacional del Norte de Matagalpa. Aprovecha los periodos vacacionales para trabajar en cualquier oficio, bodeguero, vendedor... En tercer año es nombrado mejor alumno de su curso por obtener las notas más altas y junto al que sería su inseparable amigo Tomás Borge descubre interesantes lecturas: Tomás Moro, John Steinbeck, Howard Fast... y empieza su trabajo contestatario a la dictadura somocista participando en la huelga que exige retirar del recinto de la Universidad de León un medallón que representa a Somoza García.
Después, el descubrimiento de Karl Marx y Friedrich Engels en la polvosa librería del poeta Samuel Meza lee y estudia con un tercer amigo: Ramón Gutiérrez Castro, recién llegado de Guatemala. Junto con este compañero estudia francés para poder acceder a los libros que únicamente estaban en ese idioma. Leía tanto que era conocido en el Instituto por ser el único que había leído íntegramente la colección Historia de los Estados Unidos de la biblioteca.
Trabaja en la UNAP (Unión Nacional de Acción Popular) en Managua intentando agrupar a jóvenes independientes pero la organización es dominada por elementos de derecha por lo que los de izquierda fundan el Partido Renovación Nacional.

"Yo tenía entusiasmo político y quería el mejoramiento de Nicaragua y me hice miembro de la UNAP y hasta llegué a relacionarme personalmente con el secretario... Pero el entusiasmo que yo tenía se esfumó cuando miré que sus dirigentes eran unos chicos "almidonaditos" en los cuales no se miraba que hubieran sufrido jamás la miseria del pueblo... Sufrí una gran desilusión." (Carlos Fonseca: Declaración del 27 de septiembre de 1956, a raíz del ajusticiamiento de A. Somoza García).

### Juventud
Con 18 años junto con otros compañeros funda la revista Segovia en la que dirige sus primeros cuatro números de seis que logran editar. Conoce a Marco A. Altamirano, que le acompaña a los "círculos de estudio" que dirige Gutiérrez Castro y en los que se adentra en los fundamentos teóricos de izquierda y empieza a vender el periódico Unidad del Partido Socialista Nicaragüense.
El 4 de marzo de 1955 se bachillera y obtiene la medalla al mejor bachiller del año llamada "estrella de oro". Se marcha a Managua y es nombrado inspector y director de la biblioteca del Instituto "Miguel Ramírez Goyena". Combina el trabajo con los estudios en la Escuela de Economía de la Universidad nacional. Ingresa en el Partido Socialista y participa el 14 de septiembre en un operativo patriótico en la hacienda San Jacinto como miembro del "Ramírez Goyena".
Al año siguiente se traslada a León, Nicaragua y se matricula en la Facultad de Derecho a la vez que trabaja en la agencia de La Prensa. Integra con Silvio Mayorga, Tomás Borge y el guatemalteco Humberto Carrillo Luna la primera célula identificada con los principios del proletariado.

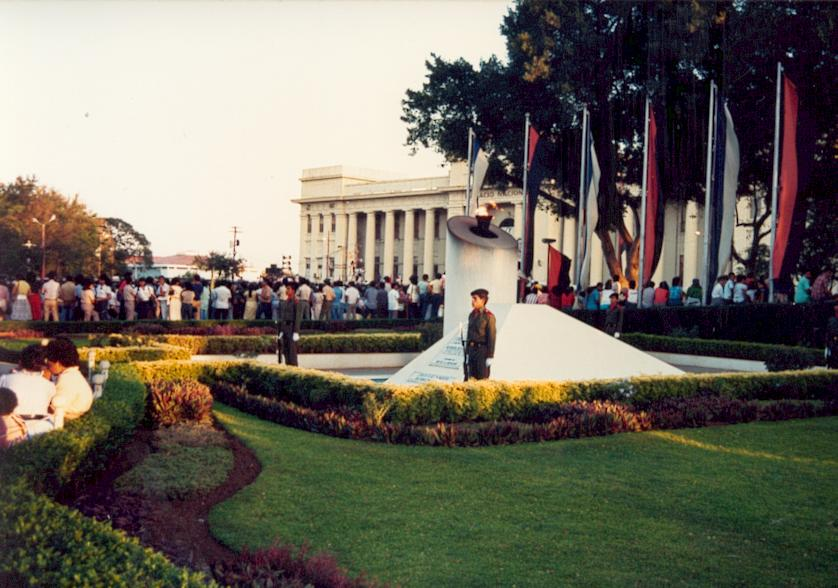
Llama en memoria de Carlos Fonseca en su Mausoleo.

Seis días después del ajusticiamiento del dictador Anastasio Somoza García por Rigoberto López Pérez, es apresado en Matagalpa y puesto en libertad 50 días después.
El 3 de julio de 1957 Carlos realiza un viaje a la Unión Soviética, este tiene como finalidad el asistir al VI Festival Mundial de la Juventud y los Estudiantes en Moscú, el 16 de agosto participa en el Congreso de Kiev. Luego visita la RDA, para participar en el Congreso de Estudiantes por la Paz y la Amistad en Leipzig, luego de conocer Berlín Oriental; regresa a Moscú en octubre. Sobre la experiencia de esta misión, escribió el libro "Un nicaragüense en Moscú". Después de visitar varios países europeos y americanos vuelve Nicaragua el 16 de diciembre y es detenido inmediatamente en el Aeropuerto Internacional "Las Mercedes" de Managua por la Guardia Nacional.

"Según Marco (A. Altamirano), uno de los libros que influyó en la postura humanitaria de Carlos fue "Reportaje al pie de la horca" de Julius Fučik, periodista checoslovaco... Fučik va a denunciar a sus compañeros, porque lo han amenazado con matar a su madre e hijos. Entonces escucha el gemido de un preso que se arrastra y decide no hablar" (Jesús Miguel Blandón, op.cit.,p. 193).

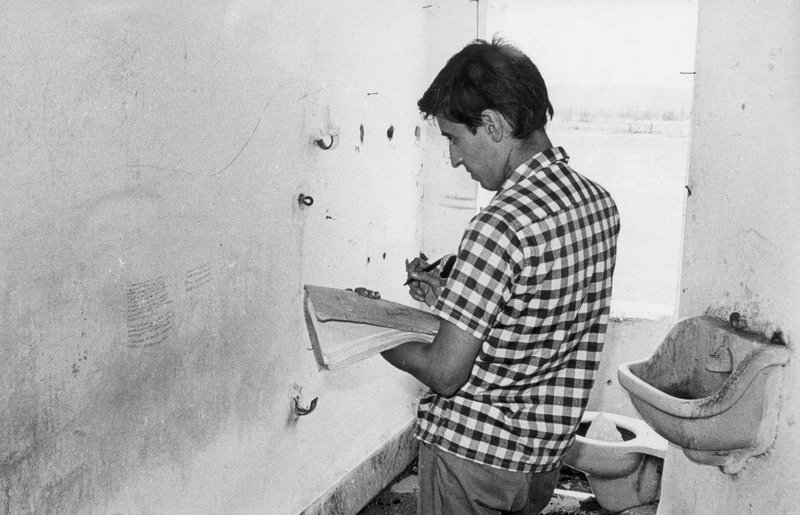
Roque Dalton (1967). Para el año 1957 viajó a la Unión Soviética. En ese mismo viaje conoció al futuro fundador del Frente Sandinista de Liberación Nacional, Carlos Fonseca Amador. Dalton decidió involucrarse en la lucha armada en El Salvador, por lo que se integró la guerrilla y cual se formó en el Frente Farabundo Martí para la Liberación Nacional

En marzo de 1958 firma Programa Mínimo del partido Movilización Republicana que pide amnistía general y retorno de exiliados y es seleccionado para pronunciar el discurso de apertura del curso universitario. Interviene en la jornada de repudio a la visita a la Universidad del funcionario estadounidense Milton Eisenhower (hermano del entonces presidente de Estados Unidos). En su carácter de secretario de relaciones del "Centro Universitario de la Universidad Nacional Autónoma" (CUUN), organiza en noviembre asambleas estudiantiles para exigir la libertad de profesores universitarios y de un estudiante (Tomás Borge) que guardan prisión desde el ajusticiamiento de Somoza. Es detenido varias veces, en Managua y en Matagalpa.
En marzo de 1959 funda con otros compañeros la JDN (Juventud Democrática Nicaragüense) que es considerada como el primer intento de la juventud nicaragüense por independizarse políticamente y desempeñar un papel histórico. Desde este movimiento pintan en paredes leyendas contra la tiranía, encabezan manifestaciones y señalan los defectos de Unión Nacional Opositora (UNO) controlada por el Partido Conservador. Estas acciones hacen que sea detenido el 2 de abril y es deportado a Guatemala. En la capital guatemalteca se relaciona con la Asociación de Estudiantes.

### Inicio en la Guerrilla
En 1959 Carlos Fonseca pasa de Guatemala a Honduras y se integra en la columna guerrillera "Rigoberto López Pérez" al mando del Comandante Rafael Somarriba que contaba con el apoyo del gobierno cubano (a través del "Ché") en la lucha contra la dictadura de los Somoza. En la columna hay numerosos miembros cubanos. En una acción coordinada la columna es masacrada en El Chaparral (Honduras) y Carlos recibe una herida de bala en el pulmón. Es tratado en el Hospital General San Felipe de Tegucigalpa donde es visitado en su convalecencia por el guatemalteco Humberto Carrillo Luna junto al hondureño Edgardo Rivera Suazo, posteriormente Carlos Fonseca es trasladado a La Habana.
Después de su recuperación viaja a Costa Rica y Venezuela donde asiste a una convención del Frente Unitario Nicaragüense (FUN) y el 20 de febrero firma, como delegado del CUUN, el "Programa Mínimo" de esa organización progresista. Es detenido y enviado a México donde conoce al profesor Edelberto Torres, un reconocido biógrafo de Rubén Darío, por quien guarda particular afecto.
A su vuelta a Nicaragua es de nuevo detenido y extraditado a Guatemala donde es confinado en El Petén y hace amistad con el que sería futuro Comandante de las Fuerzas Armadas Revolucionarias (FAR) de Guatemala, Luis Augusto Turcios Lima. Es trasladado a la capital de donde se evade y pasa a El Salvador. En noviembre llega a Nicaragua vía La Habana con la ayuda de Tomás Borge y Julio Jérez y contacta con la recién fundada Juventud Patriótica Nicaragüense (JPN) que ha desplegado intensas actividades opositoras.
En 1961 Funda el Movimiento Nueva Nicaragua (MNN) junto con otros compañeros. El MNN tiene tres células, en Managua, León y Estelí. Publica el primer "Ideario de Sandino".

### Fundación del FSLN y la guerrilla
En una reunión del MNN celebrada en Honduras en julio, en la que participó con Bayardo Altamirano López, Noel Guerrero Santiago, Tomás Borge Martínez, Silvio Mayorga, Faustino Ruiz, Santos López, entre otros, Carlos Fonseca propone el nombre "Frente Sandinista de Liberación Nacional" para la organización armada revolucionaria que desde meses atrás se viene integrando.

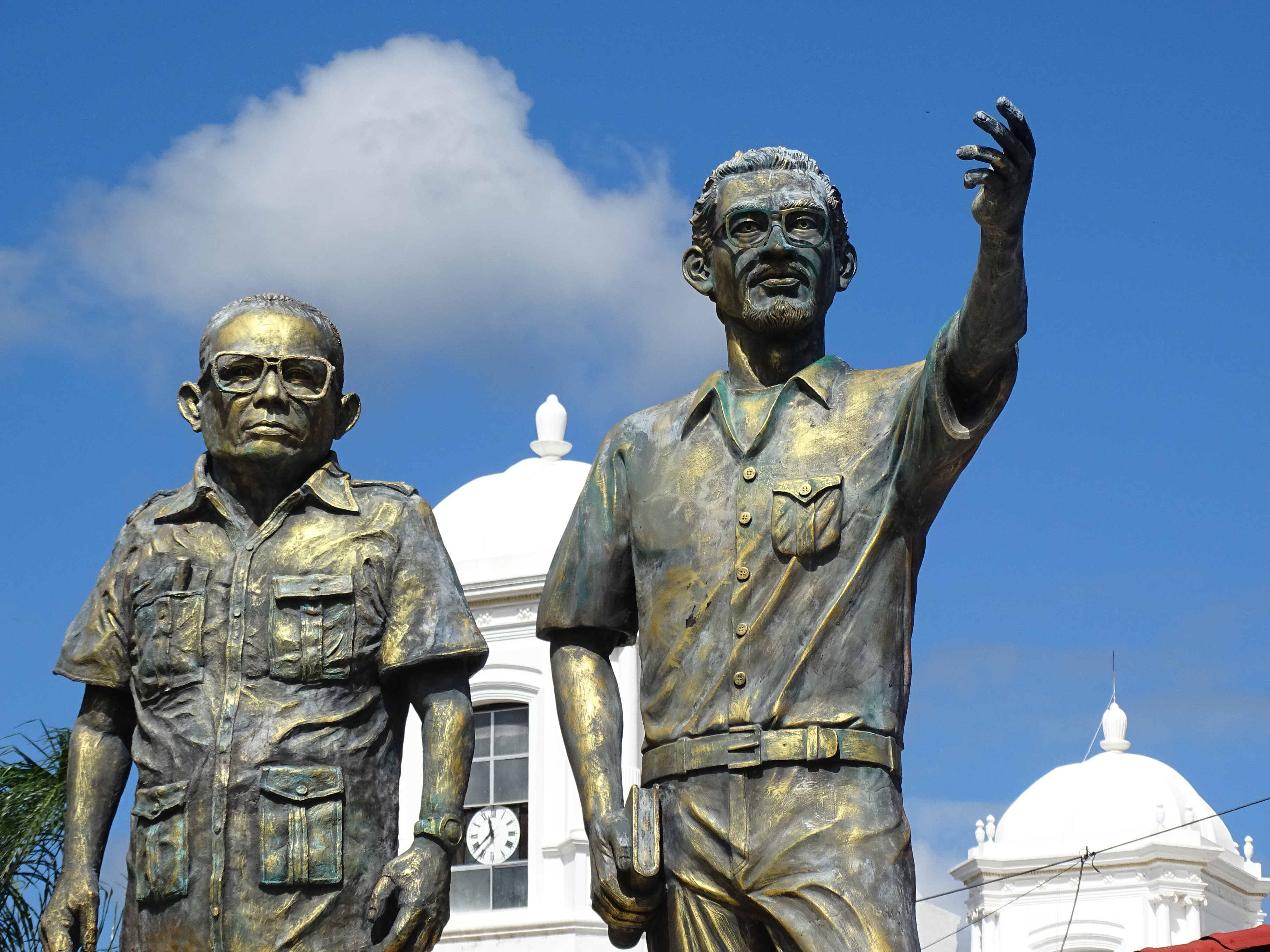
Esculturas de los fundadores de la FSLN, Tomás Borge y Carlos Fonseca en Matagalpa Nicaragua

Activa el Frente Estudiantil Revolucionario (FER) y junto con el veterano sandinista Santos López, estudia la posibilidad de la lucha armada sobre el terreno llegando hasta las orillas del río Coco. Las discrepancias con un compañero y la necesidad de fortalecer el Frente Interno evitan su participación en la guerrilla rural. 
Entre febrero y agosto de 1963 ejecuta la Resistencia Urbana y estudia el movimiento guerrillero nicaragüense y las luchas revolucionarias de otros pueblos.
En 1964 es detenido y condenado a 6 meses de prisión donde escribe "Desde la cárcel Yo acuso a la dictadura" y "Esta es la verdad", ensayo en el que refuta un comunicado del gobierno que acusaba a los sandinistas de querer atentar contra periódicos como La Prensa y asesinar políticos de otras fuerzas políticas, incluyendo del Partido Comunista de Nicaragua.
El 6 de enero de 1965 es deportado, por tercera vez, a Guatemala y confinado otra vez en El Petén, una noche varios hombres armados lo conducen a la orilla del río Suchiate, y después de hacer varios disparos de ametralladora, el 15 de enero lo cruza a nado. Al día siguiente llega a Tapachula, México.
El 20 de marzo contrae matrimonio civil en León con María Haydée Terán, de quien se había enamorado en prisión. María Haydée era dos años menor que Carlos, procedía de León y su familia era una conocida familia de disidentes liberales. Su padre y hermano eran militantes del Partido Liberal Independiente (PLI). Su familia tenía una editorial: Editorial Antorcha, y una librería cerca de la Universidad. María Haydée mantenía contactos con activistas estudiantiles y participaba en diferentes actos de protesta contra la dictadura. Ella conoció a Carlos Fonseca en una reunión clandestina pero no supo quien era hasta que su novio, Octavio Robleto, al escuchar la descripción de la misma se lo dijo. Cuando Fonseca estaba en prisión acudía a visitarle dos veces por semana, los jueves y los domingos. 
En enero de 1965, María se entera, en una visita que hace a la cárcel, que Fonseca ha sido liberado, pregunta a su padre que lo han llevado a Guatemala (la tercera deportación a ese país). Después de estar varios días en la cárcel de "La Tigrera" lo deportan a México. María llega a México en compañía de su padre y de su hermano y se casa con Carlos Fonseca el 3 de abril en la casa de Don Edelberto Torres. Pasan un año fuera de Nicaragua. Después de pasar por Costa Rica entra a Nicaragua en diciembre de 1965.
El 24 de noviembre de 1966 nace en León su hijo Carlos. En este tiempo Carlos Fonseca hace varios trabajos de investigación sobre el poeta Rubén Darío a la vez que junto con compañeros como José Benito Escobar, Daniel y Humberto Ortega y otros más intensifican el trabajo en los barrios de Managua y fortalecen el movimiento estudiantil a la vez que determina hacer los preparativos necesarios para implementar la lucha armada en la ciudad y en el campo.
En 1967 el FSLN emite un comunicado denunciando a los provocadores de la UNO y con ello se rompe la izquierda tradicional. En abril, Fonseca se traslada a la montaña, a la zona de Quiragüe, con un grupo guerrillero y el 6 de agosto combate en la comarca El Bijagüe. La presencia de los guerrilleros sandinistas desata una sangrienta represión entre los campesinos, seguida por su propia persecución de manos de la seguridad del estado, lo que lo obliga en sus ocasionales viajes a la capital a pedir refugio ya no meramente en casas de seguridad de propiedad de asociados a la lucha armada, o familiares de éstos, sino que por medio de jóvenes escritoras y críticas de arte como Mercedes Gordillo,  ya sea  en  casas, departamentos,  oficinas o   haciendas  de personalidades no asociadas al Frente Sandinista,   incluyendo su subterfugia estadía, por una semana y   a finales de noviembre del 1967,   en la residencia  de Doña Angélica Balladares de Arguello,  ¨Mujer de Las Américas¨, Capítulo de Nicaragua en 1959 y, desde muchas décadas atrás conocida como la "Primera Dama del Liberalismo". 
El 17 de enero de 1968 se le reconoce a nivel nacional como el único y principal Jefe Político y Militar del FSLN. Junto con Julio Buitrago Urroz, el catedrático Ricardo Morales Avilés y otros cuadros reorganizan las filas del FSLN después de los entrenamientos del cerro Pancasán y lanza varios comunicados a las madres nicaragüenses y a la estudiantes revolucionarios.
El 29 de enero de 1969 nace su hija Tania. El FSLN (Frente Sandinista de Liberación Nacional) se consolida política e ideológicamente, a pesar de sus reveses militares, al ofrecer un programa con quince puntos señalados por él, sus estatutos y estrategia. Lanza mensajes en nombre de la organización "Por un primero de mayo guerrillero y victorioso". 
El 31 de agosto es capturado en una casa de Alajuela, en Costa Rica y en diciembre se organiza un operativo para su liberación que resulta fallido. En él cae presa, entre otros compañeros, su esposa María Haydée Terán. Diferentes movimientos en Francia y El Salvador piden a Costa Rica la liberación de Carlos Fonseca y sus compañeros pero no es hasta el 21 de octubre que mediante una operación de canje del FSLN son liberados pasando a Cuba vía México.
Vive y trabaja en La Habana hasta 1975. En ese tiempo realiza una intensa labor de organización del FSLN y de publicación de diferentes comunicados y artículos, muchos de ellos son publicados en la revista Bohemia. De su pluma saldrán artículos como "Reseña de la secular intervención norteamericana en Nicaragua" (para el XXXVIII aniversario del asesinato de Sandino) o "Notas sobre la carta-testamento de Rigoberto López Pérez".
En agosto de 1975 está de nuevo en Nicaragua. En noviembre escribe "Síntesis de algunos problemas actuales". 
Luego se integra a la montaña y en 1976 escribe "Notas sobre la montaña" y, "Notas sobre algunos problemas de hoy", en el mes de octubre.

### Muerte
Carlos Fonseca cae en combate, en medio de torrencial aguacero que no amainaba, la noche del 7 de noviembre de 1976, en el entorno conocido como Boca de Piedra situado al pie de Cerro Zinica en la comarca de mismo nombre en el municipio de Waslala,  entre Waslala y Siuna, en el departamento de Zelaya en la  Región Autónoma de la Costa Caribe Norte de Nicaragua. Testigos presenciales indican que Carlos Fonseca fue asesinado después de haber sido capturado. Su cadáver fue  mutilado para mandar sus manos a Managua para la identificación. Su muerte fue un acicate para gestar la unidad de las tendencias sandinistas,
En 1979 sus restos fueron exhumados en la montaña y depositados, durante una ceremonia solemne en la que participaron más de 100.000 personas, en el mausoleo del Parque Central contiguo a la Plaza de la Revolución en Managua, junto a los restos del Coronel Santos López.

#### Versión del Oficial de la Guardia Nacional de Nicaragua
Según la versión del capitán Guardia Nacional José Enrique Munguía Berríos, él se encontraba patrullando esa zona con tres patrullas, una bajo su mando y las otras dos a cargo del teniente Manuel Cisneros. 
Afirma Munguía que aproximadamente a las 2:00 P. m. del 5 de noviembre de 1976, unos campesinos le habían informado que varios guerrilleros operaban en esa zona, un jinete se les aproximó y les gritó que les suministraría información. El campesino declaró que había bajado al pueblo más cercano a hacer sus compras y que unos hombres con ropa camuflada y armados le habían despojado de todo, indicó el rumbo que estos hombres habían tomado enfatizando que el jefe de ellos "era un hombre flaco, alto, barbudo y con anteojos "culo de botella"".
Munguía extendió un mapa de la zona y ubicó el lugar más indicado para establecer contacto, siendo la confluencia de los ríos Zinica y Piedra. Ordenó al teniente Manuel Cisneros que con su patrulla se dirigiera a ese lugar y tomará posiciones en una iglesia abandonada, y que él llegaría horas más tarde. 
Que como a las 8:00 P. m. recibió una llamada de Cisneros, diciéndole que habían intercambiado disparos con un grupo de individuos que estaban al otro lado del río y que uno de ellos, supuestamente herido gritaba: 
"Soy Carlos Fonseca Amador, no disparen, soy más útil vivo que muerto".
Ordenó entonces que no cruzaran el río porque podía tratarse de una emboscada y que esperaran a que él, Munguía, llegara. Cuando Munguía se presentó con su patrulla eran las 6:00 A. m. del 6 de noviembre de 1976. Se desplegaron y cruzaron el río, encontrándose que todos estaban muertos, excepto el que decía llamarse Carlos Fonseca Amador, él cual tenía una de las piernas bastante maltratada por una bala de Garand, por lo que procedió a pedir que enviaran un helicóptero para identificar por medio de huellas digitales y fotografías al herido. 
Sin embargo, un soldado de origen misquito que manejaba el fusil ametrallador Browning, le dejó ir una ráfaga, diciéndole:
"Eras Carlos Fonseca Amador, mucho nos cuesta capturarte y luego tu padre que le maneja los negocios a los Somoza, consigue que te pongan siempre en libertad."
El helicóptero se llevó el cadáver y nunca supo nada de él, pero Munguía garantiza que la tumba existente en ese lugar era la de un guardia que se le escapó un tiro de su fusil cuando lo limpiaba, muriendo en el acto.[cita requerida]

## Valoración histórica

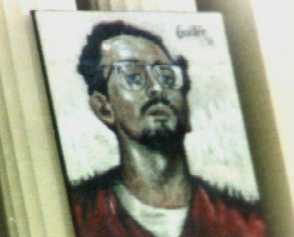
Carlos Fonseca.

De acuerdo al historiador Aldo Díaz Lacayo:
"Carlos es sobre todo: el estratega y constructor de una fuerza, de un contingente revolucionario que fue capaz de luchar de manera sostenida hasta conseguir la masiva incorporación del pueblo a la lucha y el triunfo revolucionario. Los que lo conocieron definen a Carlos como: Humilde, comunicativo, preocupado por los problemas de los demás, cuidadoso de los valores y del respeto a los seres humanos, incapaz de permitir privilegios para sí e intolerante con vicios que empañaban la conducta del militante sandinista."
"De alguna manera era un místico. Carlos tuvo la lucidez de colocar tempranamente a Sandino como parte sustantiva de la nueva etapa de lucha que se abrió después del ajusticiamiento del tirano y del triunfo de la Revolución Cubana. Su paciencia y terquedad para estudiar la propia historia."
"Lo único que podemos hacer es: ESTUDIAR SU PENSAMIENTO, SU VIDA, SUS ENSEÑANZAS, Y HACERLAS NUESTRAS…"

## Himno a Carlos Fonseca

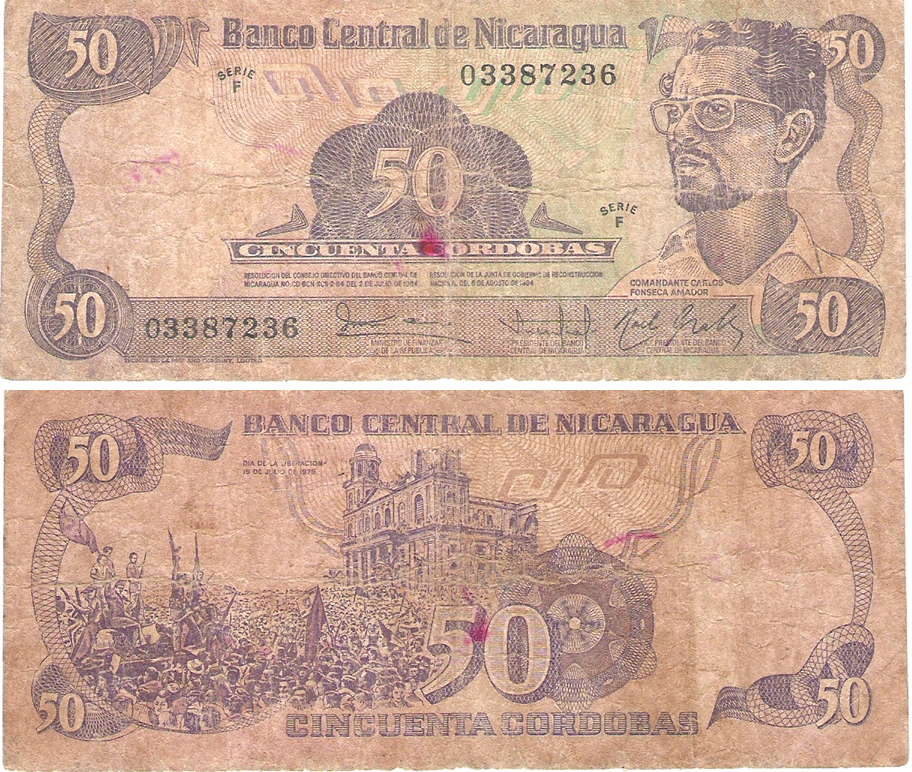
Cordova con la imaginen de Carlos Fonseca

El Frente Sandinista de liberación Nacional  le expresa su sentimiento al "Comandante en Jefe de la Revolución Popular Sandinista" en una memorable canción por mandato Tomás Borge escrita y musicalizada por Carlos Mejía Godoy : 

"Poseídas por el Dios de la furia

y el demonio de la ternura.

Salen de la cárcel mis palabras

hacia la lluvia.

Y sediento de luz te nombro hermano

en mis horas de aislamiento,

vienes derribando los muros de la noche

nítido, inmenso.

Coro: 
Comandante Carlos, Carlos Fonseca,

tayacán vencedor de la muerte,

novio de la patria rojinegra

Nicaragua entera te grita: ¡Presente!

Coro: 
Comandante Carlos, Carlos Fonseca,

tayacán vencedor de la muerte,

novio de la patria rojinegra

Nicaragua entera te grita: ¡Presente!

Cuando apareciste llegaste a nosotros

con tus ojos miopes azules intensos,

fuiste desde entonces el hermano

terco, indeclinable, sempiterno.

Fuiste mecanógrafo, hormiga, martillo

y al día siguiente de nuestro encuentro

vimos tus letreros subversivos

en todos los muros de nuestro pueblo.

Coro: Comandante Carlos...

Una bala en la selva de Zinica

penetró en tu recio corazón de santo

y estalló tu sangre en nuestras vidas

como una gigante bomba de contacto.

Desbordante de amor hacia los hombres,

trinitaria roja tu pecho desnudo,

tus ojos azules generosos

apuntando firmes hacia el futuro.

Coro: Comandante Carlos...

Cuando los afiches del tirano

sean insepultas huellas de la escoria;

cuando los traidores y cobardes

sean referencias de una vieja historia.

Las generaciones venideras

de la Nicaragua libre y luminosa

van a recordarte eternamente

con tu carabina disparando aurora.

Coro: Comandante Carlos..."

## Escritos
- Un nicaragüense en Moscú (1958)
- Breve análisis de la lucha popular nicaragüense contra la dictadura Somoza (1960)
- Desde la cárcel Yo acuso a la dictadura (1964)
- Nicaragua Hora Cero (1969)
- Sandino Guerrillero Proletario (1972)
- Reseña de la secular intervención norteamericana en Nicaragua (1972)
- Notas sobre la Carta-testamento de Rigoberto López Pérez, en revista Casa de las Américas (1972)
- Crónica secreta: Augusto César Sandino ante sus verdugos (1974)
- ¿Qué es un Sandinista? (1975)
- Notas sobre la montaña y algunos otros temas (1976)

## Frases
- Durante su comparecencia indagatoria ante Orlando Morales Ocón, juez de distrito penal en los antiguos juzgados del Trébol de Managua en 1964, dijo:[10]

"Vean compañeros, yo soy un asceta, un místico. Todo mi tiempo lo tengo dedicado a la Revolución y a la Patria."

## Estudios de su vida
- Carlos Fonseca y la revolución de Nicaragua (2000), escrito por Matilde Zimmermann, profesora universitaria y periodista, publicado por Duke University Press.

- Carlos Fonseca: Obra fundamental (2006), escrito por Aldo Díaz Lacayo, historiador y editor nicaragüense.

- Carlos Fonseca sacrificado (2013), escrito por Jesús Miguel Blandón, escritor, historiador y hombre de radio nicaragüense.

- Carlos el amanecer ya no es una tentación (2012), documental filmado de 2010 a 2011 en lugares claves como León, Pancasán, Zinica, Managua, Estelí, Matagalpa y La Habana al cabo de una investigación de dos años en busca de quienes lo conocieron personalmente entre dirigentes de la Revolución Sandinista y colaboradores anónimos.

## Militancia en el servicio de inteligencia soviético
Según Christopher Andrew Vasili Mitrokhin Carlos Fonseca fue agente de la KGB bajo el nombre "Hidrólogo",